# Petr Bezruč
Petr Bezruč, właściwie Vladimir Vašek (ur. 15 września 1867 w Opawie, zm. 17 lutego 1958 w Ołomuńcu) – czeski poeta.

## Życiorys
Ukończył gimnazjum w Brnie. Studiował filologię klasyczną i język niemiecki, jednak studia przerwał w 1888 roku. Od następnego roku do emerytury był pracownikiem pocztowym.
Debiutował jako poeta w 1899 roku w czasopiśmie „Čas”. W 1909 roku ukazały się jego Pieśni śląskie (Slezské písně), które do 1970 roku doczekały się w Czechach 44 wydań. Przetłumaczono je m.in. na białoruski, bretoński, chiński, esperanto, fiński, flandryjski francuski, szwedzki i ukraiński. Ze względu na propagowanie tezy o czeskości ludności Śląska Cieszyńskiego oraz antypolskie i antyniemieckie akcenty twórczość Bezruča początkowo była słabo popularyzowana w Niemczech i Polsce.